# سعیدیه، یمن
سعیدیه  یکی از شهرهای استان حدیده در کشور یمن است که در سرشماری سال ۲۰۰۵ میلادی، ۱۶٫۲۴۶ نفر جمعیت داشته‌است.